# Olger van Dijk
Olger Christiaan van Dijk (Ermelo, 4 januari 1979) is een Nederlands politicus en adviseur. Hij is sinds 6 december 2023 lid van de Tweede Kamer der Staten-Generaal voor de partij Nieuw Sociaal Contract. 
Hij was tussen 2013 en 2017 persoonlijk adviseur van koning Willem-Alexander der Nederlanden en koningin Máxima.

## Biografie
Van Dijk groeide op in Putten. Hij studeerde af aan de Universiteit Twente, zowel in Civiele techniek als in Bestuurskunde. Hij werd in 2003 medewerker van de CDA-Tweede Kamerfractie en stond zelf op de kandidatenlijsten van het CDA voor de Kamerverkiezingen van 2006 (nummer 56 met 4.362 stemmen) en van 2010 (nummer 49, 186 stemmen).
Van Dijk werkte eerder bij de provincie Zuid-Holland, het ministerie van Binnenlandse Zaken en Koninkrijksrelaties en bekleedde verschillende ambtelijke functies. Hij was coördinerend beleidsadviseur woningmarkt op het ministerie voor Wonen en Rijksdienst voor zijn benoeming per 1 juli 2013 tot persoonlijk adviseur van de koning en koningin.
Van 1 juni 2022 tot december 2023 was Van Dijk directeur Ruimtelijke Ontwikkeling bij het Ministerie van Binnenlandse Zaken en Koninkrijksrelaties.
Op 26 september 2023 werd Van Dijk als kandidaat nummer 19 voor de Tweede Kamer gepresenteerd voor Nieuw Sociaal Contract, de in 2023 opgerichte politieke partij van oud-CDA-Kamerlid Pieter Omtzigt. Dit was hoog genoeg om verkozen te worden, waardoor hij sinds 6 december dat jaar Kamerlid is. Na de val van Kabinet-Schoof deelde Van Dijk mee niet te willen terugkeren als parlementariër namens NSC.
Diederik Boomsma · Faith Bruyning · Olger van Dijk · Annemarie Heite · Rosanne Hertzberger · Harm Holman · Folkert Idsinga · Agnes Joseph · Isa Kahraman · Willem Koops · Ria de Korte · Bram Kouwenhoven · Wytske Postma · Ilse Saris · Jesse Six Dijkstra · vacant · Nicolien van Vroonhoven · Sander van Waveren · Merlien Welzijn · Natascha Wingelaar
- Parlement.com: vk8hl490vvlt